# Врзино коло (филм)
Врзино коло (енгл. In the Loop) је британска сатирична црна комедија из 2009. у режији Арманда Јанучија, која представља спиноф његове телевизијске серије The Thick of It (2005−2012). Главне улоге у филму тумаче Питер Капалди, Том Холандер, Џина Маки, Џејмс Гандолфини и Крис Адисон, а радња је инспирисана догађајима пред англо-америчку инвазију на Ирак и на сатиричан начин приказује настојања водећих официра, политичара, дипломата, бирократа и медијских личности с обе стране Атлантика да покрену, односно зауставе рат против неименоване земље на Блиском истоку.
Филм је премијерно приказан 22. јануара 2009. на Филмском фестивалу Санденс и наишао је на позитивне реакције критичара. Освојио је велики број награда, а био је номинован и за Оскара у категорији за најбољи адаптирани сценарио.

## Радња
Док Уједињено Краљевство и Сједињене Америчке Државе размишљају о војној интервенцији на Блиском истоку, британски министар за међународни развој, Сајмон Фостер, ненамерно током једног интервјуа за BBC изјављује да је рат у тој регији „непредвидљив”. Због овога, премијеров директор за комуникације Малколм Такер се обрушава Сајмона и упозорава га да се придржава упутстава. Тоби Рајт, Сајмонов нови специјални саветник, забавља се са Сузи, која ради у Канцеларији за иностране послове, и он преузима заслуге када она уведе Сајмона на састанак Канцеларије тог дана. Помоћница америчког државног секретара за дипломатију, Карен Кларк, противи се војној интервенцији, а на састанку је означила извештај – под насловом Послератно планирање: Параметри, импликације и могућности (ПВППИП) – своје помоћнице Лајзе Велд о предностима и манама интервенције, који има много више мана него предности и садржи напомене за већину тих предности. Након тога, у новинарској заседи, Сајмон говори да влада мора бити спремна да се „попне на планину сукоба”, а Малколм га поново критикује, иако премијер одлучује да пошаље Сајмона у Америку да прикупи информације о проблемима који би могли настати за Уједињено Краљевство ако дође до рата.
У Вашингтону, Карен и Лајза закључују да је помоћник америчког државног секретара за политику, Линтон Барвик, који се залаже за рат, именовао свој тајни „ратни комитет”, који је случајно поменут током састанка Канцеларије за иностране послове, Комитетом за планирање будућности. Карен се удружује са генералом Џорџом Милером, који се противи рату јер верује да САД немају довољан број војника на располагању, и позива Сајмона на предстојећи састанак Комитета за планирање будућности како би „интернационализовао неслагање”. Тоби непромишљено открива постојање Комитета пријатељу на CNN-у, а затим се састаје са Лајзом, коју познаје са колеџа, у бару, и на крају проводи ноћ са њом.
Због Тобијевог одавања информација, састанак Комитета за планирање будућности је претрпан. И Карен и Линтон говоре Сајмону да подржи њихове циљеве, али он се мучи да каже било шта смислено у прилог обоје. Малколм, који је такође дошао у САД, суочава се са Линтоном зато што га је намерно послао на брифинг у Белој кући, а Линтон од њега тражи да снабде САД британским обавештајним подацима који ће подржати војну интервенцију.
Назад у Сајмоновој изборној јединици Нортхемптон, мештанин по имену Пол Мајклсон га позива да уради нешто у вези са зидом сопствене канцеларије, који прети да се сруши у башту Полове мајке. Када се Пол осети игнорисаним, он ступа у контакт са медијима и долази до све више критика због Сајмонове неактивности. Сузи сазнаје за Тобијеву аферу са Лајзом и раскида с њим, и, док он односи своје ствари из њиховог стана, оставља јој копију ПВППИП-а и тражи од ње да је пусти у медије, али она га грди због тога што он лично то не жели да уради.
Долази дан гласања у Савету безбедности о војној интервенцији и сви долазе у УН. Сајмон каже својој директорки за комуникације Џуди Молој да наговести да ће поднети оставку ако Савет безбедности усвоји резолуцију. Малколм чује да је ПВППИП процурео у медије, па убеђује британског амбасадора у УН, сер Џонатана Тата, да помери гласање тако да се оно одржи пре него што садржај извештаја буде објављен у вестима. Линтон каже Малколму да се гласање не може догодити док он не достави британске обавештајне податке, па Малколм тера Тата да одложи гласање, а затим, уз помоћ Џејмија Макдоналда, вишег службеника за штампу, измишља неке обавештајне податке присиљавајући невољног директора дипломатије у Канцеларији за иностране послове, Мајкла Роџерса, да измени ПВППИП и избрише све аргументе против рата.
Савет безбедности одобрава интервенцију на Блиском истоку. Џорџ обавештава Карен да, као војник, не може да прође кроз њихов план да заједно поднесу оставке у знак протеста сада када је земља у рату, а Сајмонова намера да да изјаву о оставци је осујећена када га Малколм отпусти због зида пред рушењем у Нортхемптону. Именована је нова министарка за међународни развој, са сопственим специјалним саветником, а Сајмону је препуштено да се бави својим бирачима у Нортемптону.

## Улоге
- Питер Капалди као Малколм Такер
- Том Холандер као Сајмон Фостер
- Крис Адисон као Тоби Рајт
- Џина Маки као Џуди Молој
- Мими Кенеди као Карен Кларк
- Ана Кламски као Лајза Велд
- Џејмс Гандолфини као генерал Џорџ Милер
- Дејвид Раши као Линтон Барвик
- Енцо Чиленти као Боб Адријано
- Пол Хигинс као Џејми Макдоналд
- Џејмс Смит као Мајкл Роџерс
- Оливија Полет као Сузи
- Стив Куган као Пол Мајклсон
- Зак Вудс као Чед
- Алекс Маквин као сер Џонатан Тат